# International Ecological Safety Collaborative Organization
Die International Ecological Safety Collaborative Organization (Abkürzung: IESCO) ist eine 2006 in China gegründete Organisation, deren Ziele auf der Umsetzung der Millenniums-Entwicklungsziele der Vereinten Nationen beruhen. Im Jahr 2014 gehörten der Organisation 103 Mitglieder an. Die IESCO unterhält zwei Niederlassungen, einen Sitz in Hongkong und einen in New York.

## Präsidium
- Sok An (Vorstandsvorsitzender)
- Jiang Mingjun (Generaldirektor)

## Geschichte
Im Jahr 2010 wurde der IESCO der Beobachterstatus bei der "Internationalen Konferenz der asiatischen politischen Parteien" (ICAPP) gewährt.
2011 wurde IESCO ein Sonderberaterstatus beim Wirtschafts- und Sozialrat der Vereinten Nationen sowie der Beobachterstatus bei der Plenarsitzung des Wirtschafts- und Sozialrats der Vereinten Nationen und der Beobachterstatus bei der UN-Initiative "Allianz der Zivilisationen" gewährt.
Im Jahr 2012 wurde IESCO eine beratende Institution der ICAPP und der permanenten Konferenz politischer Parteien Lateinamerikas und der Karibik (COPPPAL).
Im Jahr 2013 begannen IESCO und das Programm der Vereinten Nationen für menschliche Siedlungen zu kooperieren, um das "UN Youth Empowerment and Urban Ecological Safety"-Programm umzusetzen.